# Monel

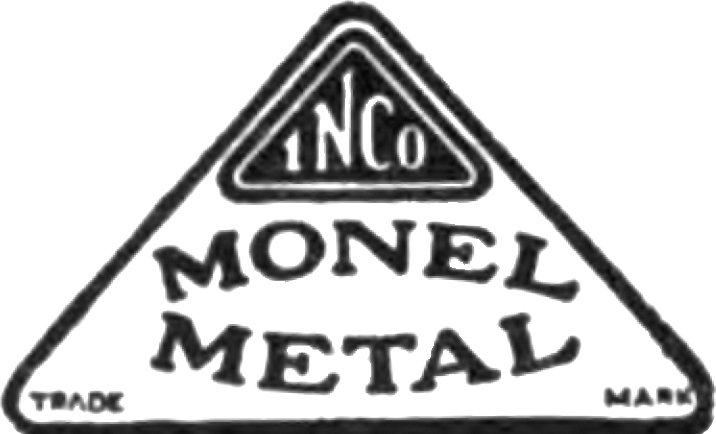
Logo monelu

Monel – srebrzystobiały stop miedzi i niklu z domieszką żelaza i manganu, charakteryzujący się dużą odpornością na korozję.

## Właściwości
Jest wysoce odporny na korozję, np. na działanie wody morskiej, wielu kwasów (w tym kwasu siarkowego i fluorowodorowego) i zasad.
Ma wysoką wytrzymałość mechaniczną, a jego twardość można zwiększyć poprzez obróbkę plastyczną na zimno.
Do wad monelu należy utrudniona obróbka i trudności z kształtowaniem, a także – pomimo dużej odporności na korozję – podatność na działanie niektórych chemikaliów, np. tlenku azotu (NO), kwasu azotawego (HNO
2), dwutlenku siarki (SO
2) i podchlorynów (ClO−
), a także uleganie korozji elektrochemicznej w kontakcie z aluminium, cynkiem, żelazem itp.

### Warianty
Pierwszym stopem tego typu był „monel 400”, opracowany przez Roberta Crooksa Stanleya z International Nickel Company (INCO) i nazwany na cześć prezesa tego przedsiębiorstwa, Ambrose'a Monella. Został opatentowany w 1906 r. Jego skład odpowiada rudzie niklu występującej w Ontario. Inne warianty stopu opracowano w celu uzyskania pożądanej odporności na działanie kwasów i zasad oraz polepszenia wytrzymałości mechanicznej i ciągliwości.
Monel 400
- Skład:

nikiel: ≥63%
miedź: 28–34%
żelazo: 2,0–2,5%
mangan: 1,5–2,0%
krzem: do 0,5%
siarka: <240 ppm
węgiel: <0,25%
- gęstość: 8,8 g/cm3
- ttopn.: 1300 °C (solidus) do 1350 °C (likwidus)
- temperatura Curie: 21–49 °C
- rezystywność: 54,7×10−8 Ω·m
- moduł Younga: 179 GPa

Monel R-405
- Skład:

metale – jak monel 400
węgiel: <0,3%
siarka: 250–600 ppm
zawiera więcej krzemu niż monel 400, ale maks. 0,5%
- Podstawowe właściwości fizyczne ma takie same, jak monel 400. Lepiej nadaje się do obróbki maszynowej, choć jego powierzchnia jest mniej gładka[3].

Monel K-500
- Skład:

nikiel: ≥63%
miedź: 27–33%
żelazo: ≤2,0%
mangan: ≤1,5%
glin: 2,3–3,15%
tytan: 0,35–0,85%
siarka: <100 ppm
węgiel: <0,25%
siarka: 250–600 ppm
krzem: do 0,5%
- gęstość: 8,44 g/cm3
- ttopn.: 1315–1350 °C
- temperatura Curie: −135 do −90 °C
- moduł Younga: 179 GPa
- Nie wykazuje właściwości magnetycznych nawet w stosunkowo niskich temperaturach. Nadaje się szczególnie do wytwarzania sprzętu stosowanego do poszukiwania ropy naftowej oraz do elementów elektronicznych.

## Zastosowanie

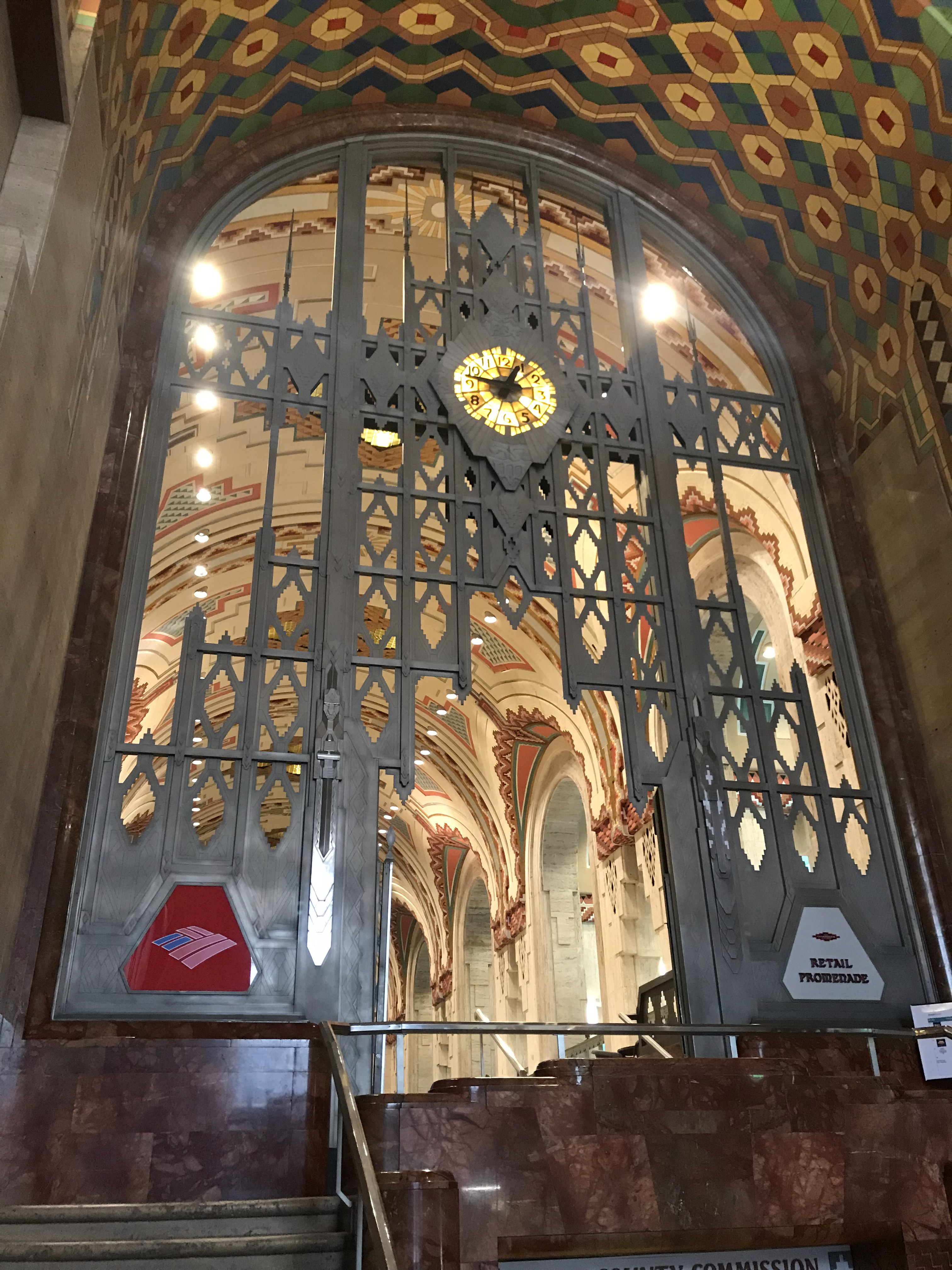
Wrota wykonane z monelu (Guardian Building w Detroit)

Głównym zastosowaniem, ze względu na odporność na korozję, są instalacje w przemyśle chemicznym i okrętownictwie, np. osprzęt, pompy i rury. Wykorzystuje się go również do produkcji oprawek okularów i elementów elektronicznych.
Stosowany był także w produkcji odbiorczych lamp elektronowych, do wyrobu anod i wsporników elektrod. W lampach mikrofalowych monel wykorzystywany jest w membranach i częściach sprężynujących.
Używany jest również jako owijka strun basowych do instrumentów muzycznych: gitara akustyczna, mandolina.